# Денисенко, Сергей Петрович
Сергей Петрович Денисенко (1921-1961) — подполковник Советской Армии, участник Великой Отечественной войны, Герой Советского Союза (1943).

## Биография
Сергей Денисенко родился 14 января 1921 года в селе Новоселица (ныне — Сумский район Сумской области Украины) в крестьянской семье. Окончил среднюю школу № 3 в городе Сумы, затем в 1939 году строительный техникум. В 1940 году Денисенко был призван на службу в Рабоче-крестьянскую Красную Армию. В 1941 году он окончил Сумское артиллерийское училище. С первых дней Великой Отечественной войны — на её фронтах. Принимал участие в боях на Воронежском и 1-м Украинском фронтах. В боях три раза был ранен. К сентябрю 1943 года лейтенант Сергей Денисенко командовал взводом 957-го стрелкового полка 309-й стрелковой дивизии 40-й армии Воронежского фронта. Отличился во время битвы за Днепр.
В ночь с 23 на 24 сентября 1943 года Денисенко одним из первых в своём подразделении переправился через Днепр и со своим взводом закрепился на западной окраине села Балыко-Щучинка Кагарлыкского района Киевской области Украинской ССР. В течение пяти суток противник предпринимал мощные контратаки пехотными и танковыми подразделениями против позиций взвода, но все они были отбиты.
Указом Президиума Верховного Совета СССР от 23 октября 1943 года за «мужество и отвагу, проявленные во время форсирования Днепра» лейтенант Сергей Денисенко был удостоен высокого звания Героя Советского Союза с вручением ордена Ленина и медали «Золотая Звезда» за номером 3588.
После окончания войны Денисенко продолжил службу в Советской Армии. В 1947 году он окончил курсы усовершенствования офицерского состава. В 1959 году в звании подполковника Денисенко был уволен в запас. Проживал в городе Уссурийске Приморского края, работал в органах МВД СССР. Трагически погиб при исполнении служебных обязанностей 1 декабря 1961 года. Похоронен на Уссурийском городском кладбище.
Был также награждён рядом медалей.